# Corpoyer-la-Chapelle
Corpoyer-la-Chapelle är en kommun i departementet Côte-d'Or i regionen Bourgogne-Franche-Comté i östra Frankrike. Kommunen ligger i kantonen Venarey-les-Laumes som tillhör arrondissementet Montbard. År 2022 hade Corpoyer-la-Chapelle 37 invånare.

## Befolkningsutveckling
Antalet invånare i kommunen Corpoyer-la-Chapelle
Referens:INSEE